# Ľudovít Holotík
Ľudovít Holotík (Szered, 1923. június 5. – ?, 1985. december 2.) szlovák történész.

## Életpályája
1949 és 1951 között Prágában a politikai és gazdaságtudományi főiskola tanársegéde volt. 1951-től a Szlovák Tudományos Akadémia történeti intézetének munkatársaként dolgozott. 1953 és 1968 az intézet igazgatója volt. 1962-től a Csehszlovák tudományos Akadémia levelező tagja, 1963-tól a Szlovák Tudományos Akadémia levelező tagja volt. Éveken át ő volt a főszerkesztője a Szlovák Tudományos Akadémia történettudományi folyóiratának. 1970-től 1981-ig a Szlovák Történelmi Társaság (Slovenská historická spoločnosť) elnöke volt.

## Művei
- Štefánikovská legenda a vznik ČSR (1958, 2. vyd. 1960)
- Sociálne a národné hnutie na Slovensku od Októbrovej revolúcie do vzniku československého štátu ed. (1979)

## Fordítás
- Ez a szócikk részben vagy egészben  a(z)   Ľudovít Holotík című szlovák Wikipédia-szócikk fordításán alapul.  Az eredeti cikk szerkesztőit annak laptörténete sorolja fel. Ez a jelzés csupán a megfogalmazás eredetét és a szerzői jogokat jelzi, nem szolgál a cikkben szereplő információk forrásmegjelöléseként.